# Мутала (футбольный клуб)
«Мутала» (швед. Motala Allmänna Idrottsförening) — шведский футбольный клуб из одноимённого города, в настоящий момент выступает в Дивизионе 1, третьем по силе дивизионе Швеции. Клуб основан 29 августа 1907 года, домашние матчи проводит на стадионе «Мутала Идроттспарк», вмещающем 8 500 зрителей. В высшем дивизионе чемпионата Швеции «Мутала» за свою историю играла лишь раз, в сезоне 1957/58 она заняла 12-е место в итоговой таблице чемпионата. Кроме футбольной команды в спортивном обществе «Мутала» существуют команды по хоккею, лёгкой атлетике, велоспорту и лыжным гонкам.

## Известные игроки и воспитанники
- Ноэл Брадерстон
- Ибрагим Корома
- Йёста Лёфгрен
- Микаэль Рузен
- Драган Окука

## Известные тренеры
- Тумас Нурдаль